# Martín Silva
Martín Andrés Silva Leites (født 25. marts 1983 i Montevideo, Uruguay) er en uruguayansk fodboldspiller, der spiller som målmand hos Vasco da Gama i Brasilien. Han har spillet for klubben 2014. 

## Karriere
Med Defensor Sporting var han bl.a. med til at vinde det uruguayanske mesterskab i 2008. 
Han repræsenterede desuden Uruguays landshold ved VM i 2010 i Sydafrika.